# チェロ協奏曲第1番 (ショスタコーヴィチ)
チェロ協奏曲第1番 変ホ長調 作品107 は、ドミートリイ・ショスタコーヴィチが1959年に作曲したチェロ協奏曲である。

## 作曲の経緯
1959年に作曲されたチェロ協奏曲だが、ショスタコーヴィチは作曲の際にプロコフィエフの『交響的協奏曲』を意識したと言われる。『ソヴィエト』新聞のインタビューでこのように答えている。
「私の最近の仕事はチェロ協奏曲である。第1楽章はおどけた感じの行進曲で、すでに書き終えた。色々と考えた結果、協奏曲は3つの楽章となるだろう。この曲について何かはっきりとした内容を語ることは難しい。作品創造の過程で、しばしば形式や表現的な素材の範囲や、領域そのものが変わってしまう。ただこの協奏曲の着想は、随分以前のものであることを伝えておきたい。この作品の創造的衝動は、セルゲイ・プロコフィエフの交響的協奏曲を初めて聴いたときのことである。この作品に私はとても興味深く感じ、このジャンルで自身の力を試してみたいという気持ちが起こったのである。」
先に述べているように、3つの楽章となる予定であったが、4つの楽章として完成させている。これは第3楽章に長大なカデンツァを独立させたためである。作曲は春に始められ、夏の初旬には第1楽章をすでに完成させている。

### 初演
1959年に初演に先立ち、9月21日に試演の形としてモスクワの作曲家同盟の家にて行われた。この時はショスタコーヴィチがピアノ伴奏用に編曲したものが演奏された。
初演は10月4日、レニングラード・フィルハーモニー大ホールにおいて、本曲を献呈されたムスティスラフ・ロストロポーヴィチの独奏、エフゲニー・ムラヴィンスキー指揮レニングラード・フィルハーモニー交響楽団によって初演された。

## 編成
金管楽器がホルン1本というやや変則的な編成。そのホルンは、独奏チェロと同様にソロ楽器として活躍する。
- 独奏チェロ
- フルート2（うち1本はピッコロ持ち替え）
- オーボエ2
- クラリネット2（B♭管）
- ファゴット2（うち1本はコントラファゴット持ち替え）
- ホルン（F管）
- ティンパニ
- チェレスタ
- 弦五部

## 曲の構成
全4楽章構成、演奏時間は約28分。
- 第1楽章 アレグレット
自由な形のソナタ形式。冒頭の序奏部からショスタコーヴィチらしい特徴的な音型が現れる。この冒頭の音型は第3楽章と第4楽章にも現れることから、本作のライトモティーフとしての役割を果たしているといえる。

- 第2楽章 モデラート
叙情的な楽章である。9小節のピアニッシモの弦楽合奏の後、ホルンが印象的な旋律を静かに奏でる。

- 第3楽章 カデンツァ（アタッカ）
まず第2楽章の中間部のモティーフから始まり、第2楽章の様々なモティーフを使い、技術的に高度なカデンツァが形成される。

- 第4楽章 アレグロ・コン・モート
木管の下降するグリッサンドを合図に、弦楽器の刻むリズムの上でチェロが主題を奏でる。この主題はしなやかな緊張感を持っているが、伴奏の軽快なリズムにのって、第1楽章の行進曲風な感じを思い出させる。ヨシフ・スターリンが愛唱した民謡『スリコ』の旋律が用いられたり、チェロとティンパニ、独奏ホルンとの掛け合いが『ピアノ協奏曲第1番 ハ短調』（作品35）を彷彿させるなど、聴きどころが多い。

## 参考資料
- 『作曲家名曲解説ライブラリー15 ショスタコーヴィチ』
- 『ショスタコーヴィチ:チェロ協奏曲第1番・第2番』（ミッシャ・マイスキーのチェロ、マイケル・ティルソン・トーマス指揮、ロンドン交響楽団、DG）の解説書